# 19 a. C.
El año 19 a. C. fue un año común comenzado en jueves, viernes o sábado, o un año bisiesto comenzado en jueves o viernes (las fuentes difieren) del calendario juliano. También fue un año común comenzado en miércoles del calendario juliano proléptico. En aquella época, era conocido como el Año del consulado de Saturninus y Vespillo (o menos frecuentemente, año 735 Ab urbe condita).

## Acontecimientos
- Fin de las guerras cántabras y teórico final de la conquista de Hispania por Roma. Como consecuencia, Augusto ordena que las puertas del Templo de Jano sean cerradas por primera vez en 200 años. El territorio no será completamente sometido hasta el 16 a. C.
- Marco Vipsanio Agripa finaliza la construcción del acueducto Aqua Virgo.
- Marbod, rey de los Marcomanni, es desposeído por Catualda.
- Lucio Cornelio Balbo el Menor derrota a los Garamantes como procónsul de la provincia África, es aclamado Imperator y el emperador Augusto le concede la ovatio en Roma.

## Nacimientos
- Domicia, noble romana.
- Julia la Menor, noble romana de la dinastía Julio-Claudia.
- Veleyo Patérculo, historiador romano.

## Fallecimientos
- Dongmyeong de Goguryeo, fundador de Goguryeo.
- Marco Egnacio Rufo, político romano.
- Tibulo, poeta lírico latino.
- Virgilio, poeta épico romano.